# Elecciones parlamentarias de Hungría de 1975
Las elecciones parlamentarias se llevaron a cabo en la República Popular de Hungría el 15 de junio de 1975. Como en todas las elecciones durante dicho régimen, a los votantes se les entregaba una lista única con candidatos del Partido Socialista Obrero Húngaro, y algunos candidatos independientes pro-comunistas. El Partido de los Trabajadores Húngaros obtuvo 215 escaños, mientras que los 137 restantes fueron para los candidatos independientes.

## Resultados
| Partido                            | Votos     | %    | Escaños | +/– |
| ---------------------------------- | --------- | ---- | ------- | --- |
| Partido Socialista Obrero Húngaro  |           | 99.6 | 215     | -9  |
| Independientes                     | 137       | 99.6 | +9      |     |
| En Contra                          |           | 0.4  | –       | –   |
| Votos en blanco/anulados           |           | –    | –       | –   |
| Total                              | 7.527.169 | 100  | 352     | 0   |
| Votantes registrados/participación | 7.760.464 | 97.0 | –       | –   |